# Parafia Świętych Apostołów Piotra i Pawła w Sidzinie
Parafia Świętych Apostołów Piotra i Pawła w Sidzinie – parafia rzymskokatolicka znajdująca się w diecezji opolskiej, w dekanacie Skoroszyce.

## Miejsca kultu
- Kościół Świętych Apostołów Piotra i Pawła w Sidzinie – kościół parafialny
- Kościół odpustowy pw. Znalezienia Krzyża Świętego – świątynia zbudowana w drugiej połowie XIX w., w stylu neogotyckim[2]